# مايور من قشتالة
مونيادونا أو مايور من قشتالة (توفيت. 1066) هي ملكة بنبلونة القرينة بزواجها من سانشو الثالث الكبير ملك نافارا, هي أبنة سانشو غارسيا كونت قشتالة, وفي 1029 اغتيل شقيقها غارسيا سانشيز من قبل الأسرة فيلا القشتالية المنفية في ليون, وبذلك ادعى زوجها إقطاعية من ثَّم مررها لاحقا إلى أبنه الثاني فرناندو, وأيضا استطاعوا المطالب اسمياً على مناطق ريباغورثا وسبراربي التي احتلت عسكرياً لاحقاً.
مايور هي أم لأربعة أبناء وربما ابنتان:-
- غارسيا سانشيز الثالث ملك نافارا - خلف والده في عرش نافارا.
- فرناندو الأول ملك ليون وقشتالة - خلف والده والدته كـ كونت على قشتالة, ثم أصبح ملكاً على ليون وقشتالة بعد وفاة صهره برمودو الثالث.
- راميرو الذي له اسم نفس أسم أخوه الغير الشقيق راميرو الأول ملك أراغون.
- غونزالو من ريباغورثا وسبراربي - خلف والده كـ كونت على ريباغورثا و سبراربي.
- برناردو.
- خيمينا، زوجة برمودو الثالث ملك ليون.
- مايور زوجة بونس، كونت تولوز.